# R-410A
El gas R410A, que es ven sota les denominacions comercials de Forane 410A, Puron, EcoFluor R410, Genetron R410A i AZ-20, és un fluid refrigerant, no destructor de la capa d'ozó, fet d'una barreja gairebé azeotròpica de dos gasos HFC: difluormetà (anomenat R-32) i pentafluoretà (anomenat R-125) emprat actualment en els equips d'aire condicionat moderns, en ser prohibit el R22.

## Història de la seva invenció
La mescla gasosa R-410A va ser inventada per l'empresa nord-americana Allied Signal, coneguda actualment com a Honeywell, el 1991. Altres empreses al voltant del món han rebut llicència per manufacturar i comercialitzar el refrigerant R-410A, però Honeywell continua sent la principal empresa en capacitat de producció i vendes del producte. El R-410A va ser reeixidament comercialitzat en el segment dels equips d'aire condicionat per un esforç combinat de les empreses Carrier Corporation, Emerson Climate Technologies, Copeland Scroll Compressors (divisió d'Emerson Electric Company), i Allied Signal. Carrier va ser la primera companyia a presentar unitats residencials d'aire condicionat basades en R-410A al mercat el 1996 i va crear la marca "Puron".

## R22 vs. R410A
A diferència del R22 i altres refrigerants haloalcans que contenen clor i brom, el R-410A, que només conté fluor, no contribueix a la reducció de la capa d'ozó i per això s'utilitza àmpliament avui dia, ja que els refrigerants com el R22 han estat prohibits. No obstant això, aquest producte té un alt índex GWP (1725 vegades l'índex del diòxid de carboni), que de fet és similar al del gas R22.

## Característiques
És un refrigerant d'alta seguretat, classificat per l'ASHRAE (American Society of Heating, Refrigerating and Air-Conditioning Engineers) com a A1/A1, és a dir, no tòxic i no inflamable, àdhuc en cas de fuites. Les seves aplicacions principals són en equips nous d'aire condicionat de baixa i mitja potència actuals i altres que es van desenvolupant, ja que els nous aparells frigorífics es construeixen adaptats a aquest refrigerant. Els nivells de pressió del R410A són molt més elevats que els habituals en els refrigerants antics (8 Bar més que en el cas del gas R22 a 40 Cº). Per tant, s'han d'utilitzar mànegues, manòmetres i material frigorífic adequats a aquestes noves pressions de treball.
El R410A és una barreja, que s'ha de carregar en fase líquida. No obstant això, en ser gairebé azeotròpic (el seu desplaçament de temperatura és només de 0,1 °C), el fa una barreja molt estable, i pot ser recarregat de nou en fase líquida després de qualsevol fuita, sense canvis apreciables de composició o rendiment. Fins i tot pot usar-se en instal·lacions inundades (per gravetat o bombament) sense problema. Només s'ha d'utilitzar amb olis de polièster (POE) o de polivinilèter (PVE) amb els quals és miscible, el que permet un bon retorn al compressor. Altres olis, com els minerals i els aquilbencènics no es barregen amb el R410A.
Els filtres deshidratadors adequats per a l'ús amb aquest refrigerant són els de tamís molecular de 3 A (classe XH9). El R410A té bones propietats termodinàmiques. Posseeix una capacitat frigorífica volumètrica superior al R22, el que permet l'ús de compressors de menys desplaçament per obtenir la mateixa potència frigorífica i millors propietats d'intercanvi tèrmic. Tot això possibilita la reducció de la mida dels equips.
El R410A també té un molt bon rendiment en mode de calor, cosa que explica la seva elecció per fabricants de bombes de calor reversible. No obstant això, els seus nivells elevats de pressió i la seva temperatura crítica relativament baixa (72.2 Cº), obliguen els fabricants de material frigorífic a re-dissenyar completament els seus nous productes per adequar-los a les seves característiques; pels motius esmentats, es recomana no fer servir aquest refrigerant en reconversions d'equips que empraven el gas R22.